# Jankovich-Bésán család

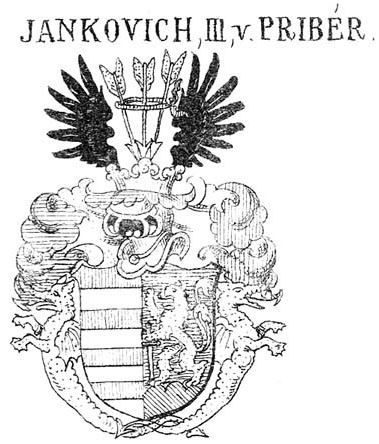
A pribéri és vuchini Jankovich család címere (a Siebmacher-féle könyvből)

A dunaszekcsői Bésán család címere (a Siebmacher-féle könyvből)

A pribéri, vuchini és dunaszekcsői nemes és gróf Jankovich-Bésán család újkori magyar nemesi, majd főnemesi család. 1887. december 22-én, pribéri és vuchini Jankovich József (1825-1914), öreglaki nagybirtokos, felsőházi tag, királyi engedéllyel felvette a Jankovich-Bésán kettős vezetéknevet, valamint a "dunaszekcsői" nemesi előnevet. 1916. december 30-án Jankovich-Bésán Endre (1884–1936), országgyűlési képviselő, nagybirtokos, valamint unokatestvére, Jankovich–Bésán József (1896–1972), nagybirtokos magyar grófi címet szerzett adományban.

## Története

### A köznemesi Jankovich-Bésán család

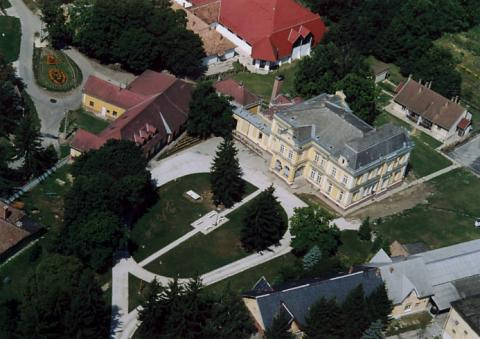
A Jankovich-Bésán család öreglaki kastélya

A jómódú köznemesi Jankovich családtól származó szőlősgyöröki születésű pribéri és vuchini Jankovich József (1825–1914), öreglaki nagybirtokos, felsőházi tag, a Jankovich-Bésán családot alapította meg. Jankovich József szülei pribéri és vuchini Jankovich István (1793–1865) földbirtokos, és báró Laffert Amália (1800–1828) asszony voltak; Jankovich István, a szőlősgyöröki Jankovich család földbirtokán született, azonban gyakran tartózkodott a Verőce megyei Terezováci birtokán, Szlavóniában, ahol végül el is hunyt. Jankovich Istvánné báró Laffert Amália szülei a német főnemesi származású báró Laffert Vince (1762–1834), királyi kamarás, huszárhadnagy, Pest vármegye táblabírája, földbirtokos, a Ludovika Akadémia egyik alapítója, és báró Wittorf Ilona (1767–1811), csillagkeresztes hölgy voltak. Jankovich József apai nagyapja, pribéri és vuchini Jankovich János (1753–1817), királyi táblai ülnök 1780 és 1785 között, majd (a Jozefinizmus idején) a Fellebbviteli Tábla tanácsosa lett 1786-tól és 1789-ig, 1790-ben pedig septemvir, földbirtokos; az anyai nagyanyja, Jankovich Jánosné báró Püchler Terézia (1758–1852), akinek a szülei az osztrák származású báró Püchler Károly József, földbirtokos, II. József magyar király kabineti titkára, és Anna Marie von Ungerchtsperg voltak. Jankovich János (1753–1817) szeptemvirnek a szülei pedig az igen tehetős köznemes Jankovich Antal (1730-1765), nagybirtokos, és galánthai Fekete Júlia (1734-1815) voltak; Jankovich Antalné Fekete Julia szülei pedig galánthai Fekete József és séllyei Nagy Erzsébet voltak. A Mária Terézia kori úrbérrendezésen, Jankovich Antal özvegye 15 úrbéri birtokkal rendelkezett Somogy vármegyében: összesen 2869 úrbéri holdja, 263 jobbágya és 88 zsellére volt.
Jankovich-Bésán József (1825-1914) feleségül vette az ádándi születésű tehetős vizeki Tallián családból való vizeki Tallián Matild (1821-1888) kisasszonyt, akinek a szülei vizeki Tallián Boldizsár (1781-1834) császári és királyi kamarás, Somogy vármegye alispánja, táblabíró, földbirtokos és zalabéri Horváth Ida (1798-1875) voltak. Tallián Matild nagyszülei pedig vizeki Tallián Antal (1751-1820), királyi tanácsos, táblabíró, aranysarkantyús vitéz, és dunaszekcsői Bésán Júlianna (1760-1819) úrnő voltak. A vizeki Tallián családnak a birtokállományának a jelentősebb része, pedig az ősrégi és előkelő dunántúli kihalt osztopáni Perneszy családtól való volt, akikből vette származását; Jankovich Józsefné Tallián Matild ősanyja, osztopáni Perneszy Anna Julianna, vizeki Tallián Gergely soproni harmincadosnak a felesége, akinek a szülei, osztopáni Perneszy István (fl. 1647–†1663), a zalalövői vár főkapitánya, zalai és somogyi földbirtokos és nyéki Rauch Zsuzsanna voltak.
1887. december 22-én, pribéri és vuchini Jankovich József (1825-1914), öreglaki nagybirtokos, felsőházi tag, királyi engedéllyel felvette a Jankovich-Bésán kettős vezetéknevet, valamint a "dunaszekcsői" nemesi előnevet, mivel az 1887-ben kihalt dunaszekcsői Bésán család birtokait is ő örökölte meg. A dunaszekcsői uradalom derék földesura, Jankovich-Bésán József, egyik legnagyobb adófizetője volt Baranya vármegyének. Néha ellátogatott a felesége révén szerzett Dunaszekcsőre, de leginkább állandóan a Somogy vármegyében lévő öreglaki uradalmának kastélyában tartózkodott (az öreglaki uradalmat a Jankovich család 1687-től birtokolta, amikor ősük, Jankovich György, házasságot kötött szlavetichi Orsich Ilonával). Jankovich József jó barátja, a szintén osztopáni Perneszy család leszármazottja és örököse, zalalövői Csapody Pál, a Somogy megyei ádándi földbirtokán nagy kastély tulajdonosa volt. Csapody Pál gyakran ellátogatott a Verőce megyei terezováci Jankovich vadászkastélyba, ahol végül is barátja társaságában egy hirtelen szívszélhűdés következtében hunyt el. Jankovich-Bésán József és vizeki Tallián Matild gyermekei között: Jankovich-Bésán Elemér (1853-1917), Jankovich-Bésán Géza (1857-1904), valamint Jankovich-Bésán Matild Róza (1854–1935), akinek a férje eörményesi és karánsebesi báró Fiáth Pál (1850–1935) volt.

### A gróf Jankovich-Bésán család
Jankovich-Bésán József és vizeki Tallián Matild fia, Jankovich-Bésán Elemér (1853-1917), földbirtokos, 1882. május 8.-án, nagymagyari Magyary-Kósa Ilka (1859-1908) úrhölggyel házasodott meg. A frigyükből származó gyermek, Jankovich-Bésán Endre (1884-1936), országgyűlési képviselő, nagybirtokos, IV. Károly koronázásakor, 1916. december 30-án grófi címet kapott. Az adományozásakor, Jankovich-Bésán Endre unokatestvére, Jankovich-Bésán Géza (1857-1904), és Pozsonyi Katalin (1863-1956) fia, Jankovich-Bésán József (1896-1972), a főrendiház örökös tagja, szintén grófi címet szerzett. Gróf Jankovich-Bésán Endre 1906. október 4.-én Budapesten vette feleségül báró zágoni Szentkereszty Johanna (1880–1933) kisasszonyt, akinek a szülei báró zágoni Szentkereszty Béla (1851–1925), háromszéki főispán, és a bukaresti születésű floresti és vizuresti Floresco Mária (1857–1919) asszony voltak. Jankovich-Bésán József (1896-1972), 1921. június 15.-én Budapesten vette el gróf nagylónyai és vásárosnaményi Lónyay Mária Antónia (1898–1970) kisasszonyt, akinek a szülei gróf Lónyay Menyhért (1873–1937) és malomvízi Kendeffy Ilona (1873–1958) voltak. Jankovich-Bésán Endre gróf (1884-1936), legitimista nagybirtokos, 1922-től az ugedi kerületben pártonkívüli országgyűlési képviselő a második nemzetgyűlésben, 1926-tól a Keresztény Gazdasági Párt képviselője. Az első világháború alatt 26 hónapig szolgált a Vilnius császár-huszároknál a fronton, majd a háború utolsó évében hat dunántúli vármegyének élelmezési kormánybiztosa volt Veszprém székhellyel. A tanácsköztársaság után ismét bevonult katonának és 1921 áprilisában szerelt le, mint szolgálaton kívüli százados.
Jankovich-Bésán József gróf valamint nagylónyai és vásárosnaményi Lónyay Mária grófnő fia, Jankovich-Bésán Endre gróf (1922–1981) földbirtokos, feleségül vette pallini Inkey Irén (1921–1976) kisasszonyt, akinek a szülei pallini Inkey Zsigmond (1888–1956), földbirtokos és gróf zsadányi és törökszentmiklósi Almásy Mária (1894–1946) voltak; gróf Almásy Mária apja gróf Almásy Dénes (1863–1940) földbirtokos, politikus, a sarkadi hitbizomány, a tenyői és iratosi földbirtokok ura.
Jankovich-Bésán József gróf valamint nagylónyai és vásárosnaményi Lónyay Mária grófnő fia, Jankovich-Bésán Gyula gróf (1924–1998), földbirtokos Bécsben 1958 április 23-án vette feleségül az előkelő főnemesi gróf köröspataki Kálnoky családból való gróf köröspataki Kálnoky Terézia (1932) kisasszonyt, akinek a szülei gróf köröspataki Kálnoky Sándor (1888–1965), nagybirtokos és herceg Maria Theresia von Schönburg-Hartenstein (1896−1979) voltak. Az apai nagyszülei gróf Kálnoky Hugó (1844–1928) és gróf Marie von Mensdorff-Pouilly-Dietrichstein (1858–1889) voltak. Az anyai nagyszülei herceg Alois von Schönburg-Hartenstein (1858–1944), és gróf Johanna von Colloredo-Mannsfeld (1867–1938) voltak. Az anyai nagyapai dédszülei herceg Alexander von Schönburg-Hartenstein (1826–1896) és herceg Karoline von und zu Liechtenstein (1836–1885) voltak.
Jankovich-Bésán Endre gróf és Szentkereszty Johanna bárónő leszármazottai ma a Dél-afrikai Köztársaságban, míg Jankovich-Bésán József gróf és Lónyay Mária Antónia grófnő unokái és dédunokái Budapest és Bécs környékén élnek.

## A család leszármazási táblája
- E5 István, Jankovich (*Szőlősgyörök, 1793. július 2.–†Terezovac, 1865. január 25.) földbirtokos. Neje: báró Laffert Amália (*1800–†Szőlősgyörök, 1828. február 6.)
  - F1 József, (1887. december 22-étől Jankovich-Bésán) (*Szőlősgyörök, 1825. szeptember 8.–†Öreglak, 1914. június 20.), öreglaki nagybirtokos, felsőházi tag (1887. december 22.-én engedélyt kapott a "Jankovich-Bésán" név viselésére). Neje: vizeki Tallián Matild (*Ádánd, 1821. szeptember 23.–†Öreglak, 1888. február 29.).
    - G1 Elemér, Jankovich-Bésán (*Öreglak, 1853. szeptember 20.–†Terezovac, 1917. február 2.), földbirtokos. Felesége: nagymagyari Magyary-Kósa Ilka (*1859–†Budapest, 1908. április 15.).
      - H1 Endre, Jankovich-Bésán, gróf (*Szuhamlaka, 1884. szeptember 24.–†Budapest, 1936. december 13.), földbirtokos, főrendiház tagja, országgyűlési képviselő, a 7. huszárezred kapitánya, (1916. december 30-án grófi címet kapott). Felesége: báró zágoni Szentkereszty Johanna (*Árkos, 1880. május 7.–†Öreglak, 1933. október 13.)
        - I1 Elemér, Jankovich-Bésán, gróf (*Gic, 1908. november 24.), földbirtokos. Neje: báró Hoenning O'Carrol Christianna.

    - G2 Géza, Jankovich-Bésán (*Öreglak, 1857. augusztus 25.–†Somogygeszti, 1904. június 28.), földbirtokos. Felesége: Pozsonyi Katalin (*Toponár, 1863. június 29.–†Budapest, 1956. augusztus 28.)
      - H1 József, Jankovich-Bésán, gróf (*Somogygeszti,  1896. május 8.–†Bécs, 1972. december 24.), földbirtokos, a főrendiház örökös tagja, (1916. december 30-án grófi címet kapott). Felesége: gróf nagylónyai és vásárosnaményi Lónyay Mária Antónia (*Bátyú, 1898. november 28.–†Bécs, 1970. október 1.)
        - I1 Endre, Jankovich-Bésán, gróf (*Somogygeszti, 1922. április 14.–†Kaposvár, 1981. szeptember 12.), földbirtokos. Felesége: pallini Inkey Irén (*Budapest, 1921. március 26.–†Kaposvár, 1976. augusztus 13.)
        - I2 Gyula, Jankovich-Bésán, gróf (*Somogygeszti, 1924. június 29.–†Monaco, 1998. február 28.), földbirtokos. Felesége: gróf köröspataki Kálnoky Terézia (*Csicsó, 1932. július 31.)
          - J1 Endre, Jankovich-Bésán, gróf (*Kamina, 1959. június 18.–†Bunia, 1960. május 1.)
          - J2 Mihály, Jankovich-Bésán, gróf (*Bécs, 1960. október 2.). 1.f.: külsővathi és töreki Töreky Andrea (*Budapest, 1969. április 8.). 2.f.: Keim Elisabeth (*München, 1963. október 15.- †Bécs. 2012. február 13.)
            - K1 (első nejétől) Anna, Jankovich-Bésán, grófnő
            - K2 (második nejétől) Jakab, Jankovich-Bésán, gróf
            - K3 (második nejétől) Gyula, Jankovich-Bésán, gróf

          - J3 Antal, Jankovich-Bésán, gróf (*Bad Homburg, 1961. október 22.), 1994-től a Szent János Közösség tagja. Nőtlen.
          - J4 Alexandra, Jankovich-Bésán, gróf (*Bad Homburg,1962. október 4.), 1991-től a Szent János Közösség tagja. Hajadon.
          - J5 Ottó, Jankovich-Bésán, gróf (Bad Homberg, Németország, 1967. december 1. – ) Felesége: Brigitte Prinzessin von und zu Liechtenstein (Bécs, 1967. április 13. – ) II. János Ádám liechtensteini herceg unokatestvére.
            - J1 Artúr,, Jankovich-Bésán, gróf
            - J2 Johanna,, Jankovich-Bésán, grófnő

    - G3 Matild Róza, Jankovich-Bésán (*Öreglak, 1854. november 19.–†Aka, 1935. október 4.). Férje: eörményesi és karánsebesi báró Fiáth Pál (*Vörösberény, 1850. március 25. –†Aka, 1939. október 22.) kormánybiztos, főispán, tanácsos.

## A Jankovich-Bésán család címere
A pribéri és vuchini Jankovich illetve a dunaszekcsői Bésán család egyesített cimereinek a elemei alapján keletkezett (1887):
Egy álló, hosszában felezett vitézvért, melynek jobb mezejében keresztben fekvő négy-négy, felváltva vörös és ezüst gerenda látható, a bal kék mező talpazatából emelkedő hármas zöld dombon, bal előlmarkával maga elé czölöpként földre tüzött arany markolatu meztelen kardra támaszkodó, befelé forditott, vörös nyelvü, kettős farku arany oroszlán áll. A vért jobb és bal széléhez háttal egy-egy, előlábaikat maguk elé tartó, farkaikat a vért alatt egymásba fonó, vörös nyelvü arany-zöld szárnyas sárkány simul. A vérten koronázott nyilt lovagsisak nyugszik jobbról vörös-ezüst, balról kék-arany sisaktakarókkal; a sisak koronájából kinövő két fekete tárt sasszárny közt két kifelé hajlott pánczélozott kar nő ki, melynek jobbika meztelen kezében arany buzogányt, a bal pedig arany markolatu meztelen kardot kifelé forgat. Ezek között a korona középágára három, vörös-szalaggal összefüzött arany nyil van tüzve, melynek középsője arany, két szélsője pedig ezüst tollazatu.

## A család kiemelkedőbb tagjai
- pribéri, vuchini és dunaszekcsői Jankovich-Bésán József (*Szőlősgyörök, 1825. szeptember 8.–†Öreglak, 1914. június 20.), öreglaki nagybirtokos, felsőházi tag (1887. december 22.-én engedélyt kapott a "Jankovich-Bésán" név viselésére).
- pribéri, vuchini és dunaszekcsői Jankovich-Bésán Géza (Öreglak, 1857. augusztus 25.–Somogygeszti, 1904. június 28.), lótenyésztő, Somogy vármegyei törvényhatósági bizottság tagja, Somogy vármegye lótenyész-bizottsági elnöke, nagybirtokos.
- gróf pribéri, vuchini és dunaszekcsői Jankovich-Bésán Endre (*Szuhamlaka, 1884. szeptember 24.–†Budapest, 1936. december 13.), főrendiház tagja, országgyűlési képviselő, a 7. huszárezred kapitánya, nagybirtokos (1916. december 30-án grófi címet kapott).
- gróf pribéri, vuchini és dunaszekcsői Jankovich-Bésán József (*Somogygeszti,  1896. május 8.–†Bécs, 1972. december 24.), a főrendiház örökös tagja, nagybirtokos (1916. december 30-án grófi címet kapott).